# 129052 Nimeshdave
129052 Nimeshdave è un asteroide della fascia principale. Scoperto nel 2004, presenta un'orbita caratterizzata da un semiasse maggiore pari a 3,0423127 UA e da un'eccentricità di 0,0733828, inclinata di 16,07045° rispetto all'eclittica.